# مقاطعة موغيليوف
مقاطعة موغيليوف (بالبيلاروسية:Магілёўская во́бласць) هي مقاطعة تقع شرقي روسيا البيضاء، عاصمته الإداريّة مدينة موغيليوف.